# Indicador de trayectoria de aproximación de precisión

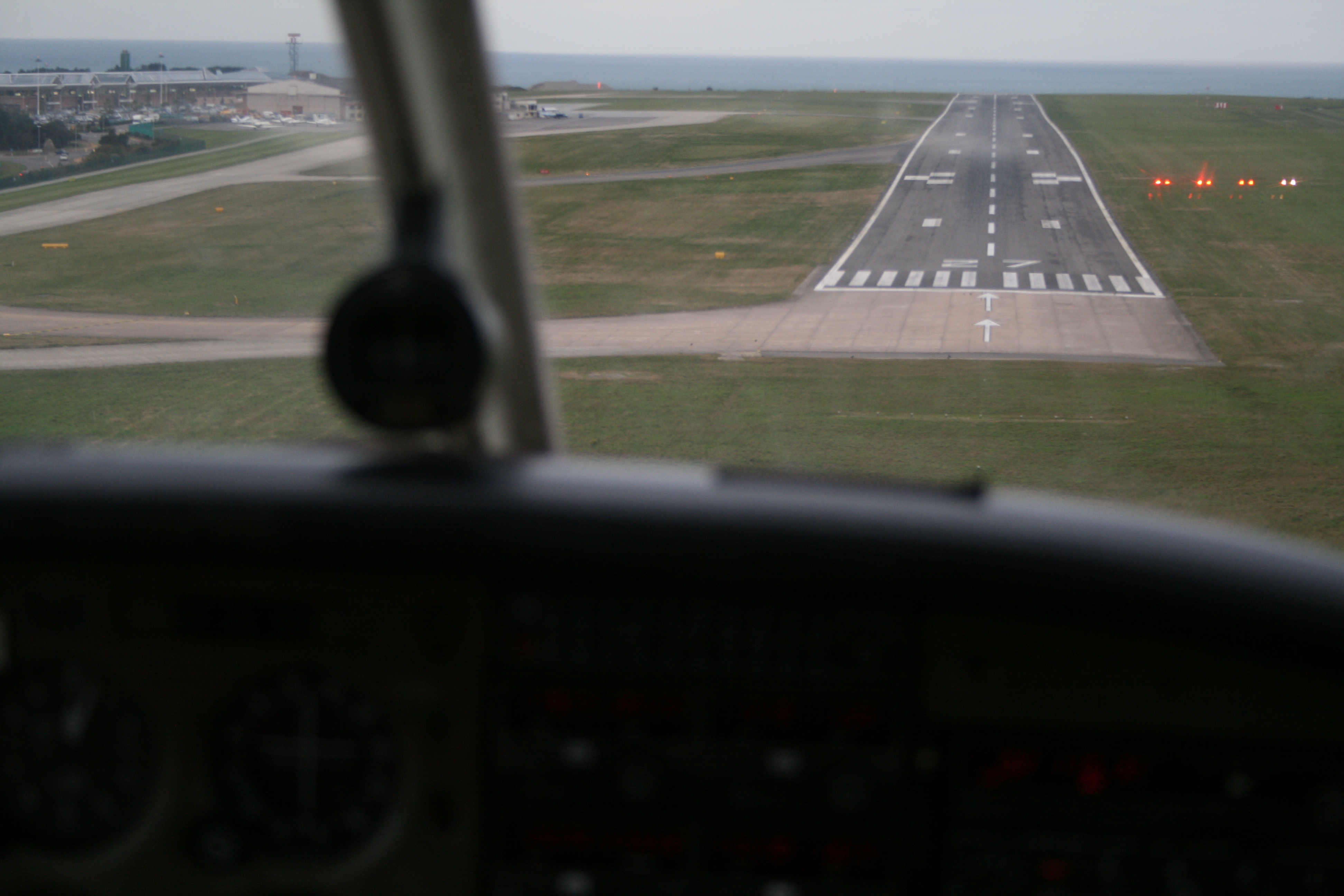
Vista de la pista desde la cabina. El PAPI puede verse a la derecha de la pista.

Indicador PAPI

El Indicador de Trayectoria de Aproximación de Precisión (más conocido como PAPI por las siglas del término en inglés, Precision Approach Path Indicator) es un sistema de luces que se colocan a los costados de la pista de aterrizaje/despegue. Consiste en cajas de luces que ofrecen una indicación visual de la posición de un avión sobre la trayectoria de aproximación asociado a una pista de aterrizaje/despegue en particular. 
El estándar para el PAPI de la Administración Federal de Aviación es el mismo que corresponde al VASI (Visual Approach Slope Indicator o Indicador de Pendiente de Aproximación Visual) del OACI.
El Indicador de Trayectoria de Aproximación de Precisión es colocado generalmente del lado izquierdo de la pista de aterrizaje y puede ser visto desde una distancia máxima de 8 km (5 millas) durante el día y a una distancia máxima de 32 km (20 millas) de noche. Tiene dos o cuatro cajas de luces colocadas en una única fila, lo que lo diferencia del VASI que tiene dos filas: una más próxima y otra más alejada.
Cada caja de luces está equipada con un mecanismo óptico que divide la luz emitida en dos segmentos, rojo y blanco. Dependiendo del ángulo de aproximación, las luces se verán o rojas o blancas desde la posición del piloto. Lo ideal sería que las luces visibles se muevan entre el rango de todas blancas y de la mitad rojas, cambiando a rojo sucesivamente de derecha a izquierda. 
El piloto alcanza la normal trayectoria de aproximación (generalmente de 3 grados) cuando la mitad de las luces sean rojas y la otra mitad blancas. Si está por debajo de la trayectoria de aproximación, las luces rojas sobrepasarán en cantidad a las blancas; si está por encima, observará más luces blancas.
El Indicador de Trayectoria de Aproximación de Precisión se basa en el principio de la Lente de Fresnel.